# Odontesthes gracilis
Odontesthes gracilis é uma espécie de peixe da família Atherinidae.
É endémica do Chile.